# Apache RocketMQ
RocketMQ là một nền tảng messaging và streaming, rocketMQ cung cấp độ trễ thấp, hiệu suất cao, đáng tin cậy và có khả năng mở rộng linh hoạt. Được Alibaba công bố vào năm 2012, là đại diện của hệ thống messaging phân tán thế hệ thứ ba. Vào ngày 21 tháng 11 năm 2016, Alibaba chuyển RocketMQ cho The Apache Software Foundation. Vào ngày 25 tháng 9 năm 2017 the Apache Software Foundation thông báo Apache RocketMQ là một dự án cấp cao.